# 2006 AO101
2006 AO101, também escrito como 2006 AO101, é um corpo menor que está localizado no disco disperso, uma região do Sistema Solar. Ele possui uma magnitude absoluta de 7,1 e tem um diâmetro estimado de cerca de 167 km.

## Descoberta
2006 AO101 foi descoberto no dia 5 de janeiro de 2006.

## Órbita
A órbita de 2006 AO101 tem uma excentricidade de 0,208 e possui um semieixo maior de 52,923 UA. O seu periélio leva o mesmo a uma distância de 41,918 UA em relação ao Sol e seu afélio a 63,928 UA.